# Hrabství Monaghan
Hrabství Monaghan (irsky Contae Mhuineacháin, anglicky County Monaghan) je irské hrabství, nacházející se na severovýchodě země v bývalé provincii Ulster. Sousedí se severoirskými hrabstvími Fermanagh, Tyrone a Armagh na severu a s hrabstvími Louth, Meath a Cavan na jihu.
Hlavním městem hrabství je Monaghan. Hrabství má rozlohu 1294 km² a žije v něm přibližně 60 tisíc obyvatel.
Mezi zajímavá místa patří například hrad Leslie.
Dvoupísmenná zkratka hrabství, používaná zejména na SPZ, je MN.